# Vittorio Cozzella
Vittorio Cozzella (Napoli, 10 ottobre 1961) è un dirigente sportivo ed ex calciatore italiano, di ruolo attaccante.

## Carriera

### Giocatore

Cozzella (in piedi, terzo da destra) al Brescia nel 1982

Debutta fra i professionisti a 17 anni nel Cassino dove gioca in Serie C2. In seguito milita in Serie C1 per un anno e mezzo con il Treviso, prima di passare al Brescia dove esordisce in Serie B nel 1981 e rimane poi con le rondinelle anche nella successiva stagione in Serie C1.
Seguono tre stagioni in Serie B, la prima con la maglia del Pescara, la seconda con quella del Cesena e la terza con quella del Catanzaro che poi retrocede in Serie C1, categoria dopo Cozzella rimane per un anno. Nel 1987 passa alla Salernitana dove gioca in terza serie fino al mese di novembre del 1988, quando si trasferisce al Cosenza dove disputa il resto della stagione, l'ultima che lo vede calcare i campi di Serie B. Proprio nell'anno in cui giocò a Pescara si rese protagonista, nella partita contro il Como, di un episodio particolare in cui a seguito di un'espulsione venne schiaffeggiato in campo dall'allenatore Tom Rosati, al quale peraltro risponde restituendo lo schiaffo, dando vita ad una quasi rissa. Lo stesso Cozzella dirà tempo dopo che quell'episodio lo ha fatto crescere molto.
Tra il 1989 e il 1991 gioca in Serie C1 con la Ternana e in seguito milita per due anni nel Mantova dove con le sue 15 reti aiuta i virgiliani a vincere la Serie C2 1992-1993.Nell'agosto del 1993 torna a Terni in interregionale ,alle dipendenze dell'allenatore Claudio Tobia ,ma non riesce a risalire in C2. 
Ce la farà l'anno successivo con la Viterbese in cui segna 14 reti, ultimo anno da professionista.
In carriera ha totalizzato 131 presenze (e 24 reti) in Serie B.

### Dirigente
Dal 2011 al 2015 è stato il direttore sportivo della Ternana. Nella stagione 2019-2020 è stato il direttore sportivo del Livorno. Il 1 luglio 2022 assume l'incarico di direttore sportivo della Sambenedettese. Dal 2023 è direttore generale della Casertana

## Palmarès

### Club

#### Competizioni nazionali
- Serie C1: 1

Catanzaro: 1986-1987
- Campionato italiano Serie C2: 1

Mantova: 1992-1993